# Khaset

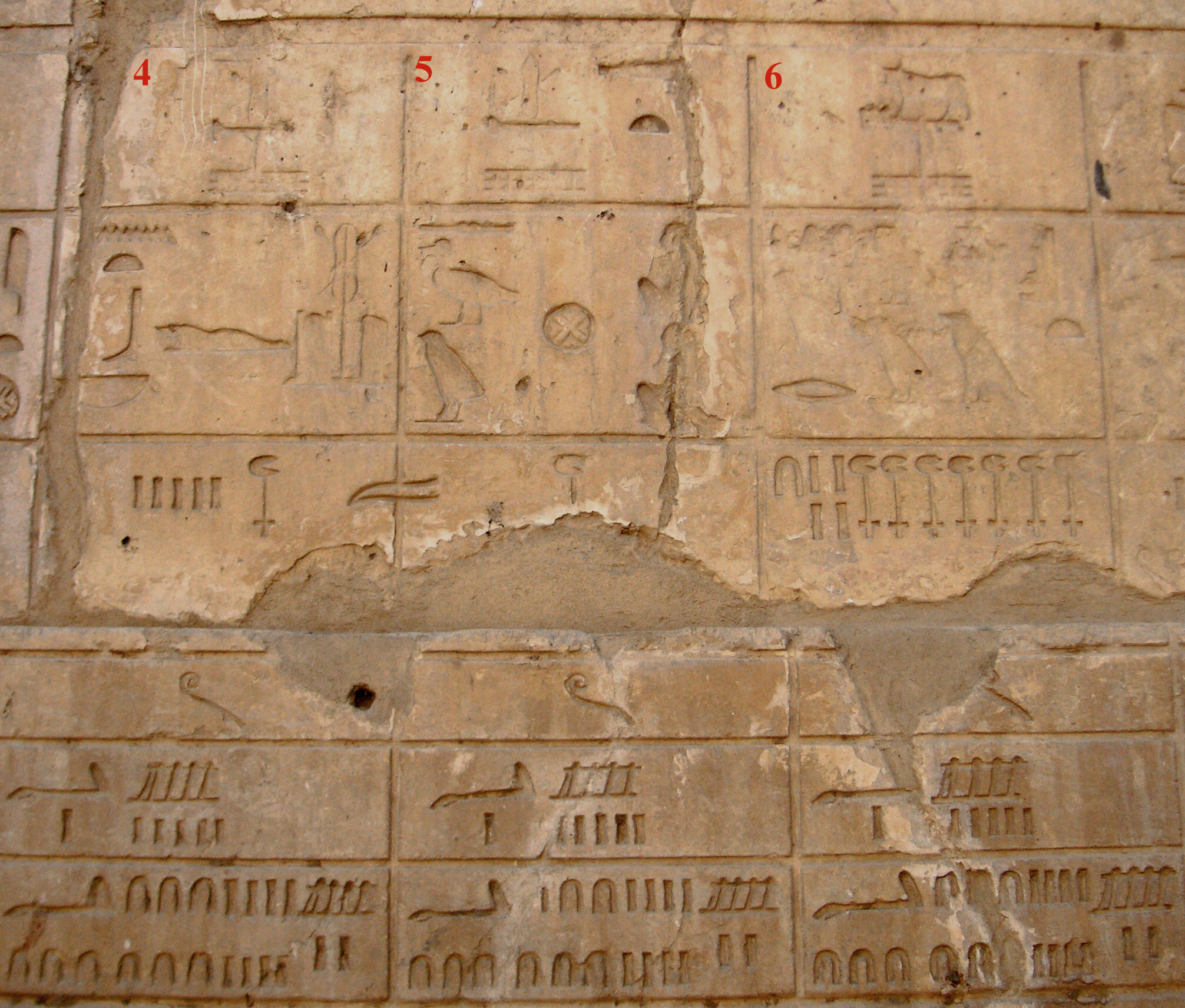
Khaset, län 6 på "Vita kapellets" vägg i Karnak.

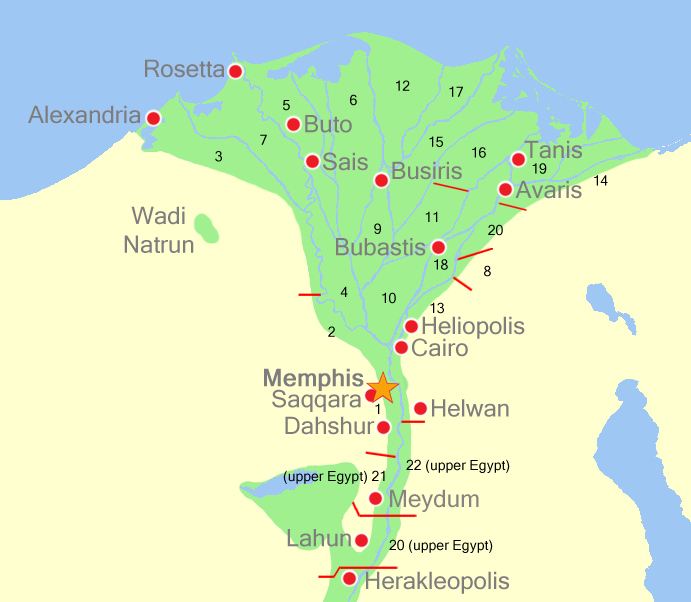
Lägeskarta över nomoi i Nedre Egypten.

Khaset ("Bergstjur", även Chasuu) var ett av de 42 nomoi (länen) i Forntida Egypten.
| N26 | E2 · R12 · N24 |

Khaset med hieroglyfer

## Geografi
Khaset var ett av de 20 nomoi i Nedre Egypten och hade nummer 6.
Länets storlek går ej att utläsa, vanligen var länen cirka 30–40 km långa och ytan beroende på Nildalens bredd eller öknens början. Ytan räknades i cha-ta (1 cha-ta motsvarar 2,75 ha) och längden räknades i iteru (1 iteru motsvarar 10,5 km).
Niwt (huvudorten) var Khasu/Xois (dagens Sakha) och den övriga större orten var Per-Wadjet/Boutos (dagens Tell el-Farain). Per-Wadjet var periodvis även del av län 5.

## Historia
Varje län styrdes av en nomark som officiellt lydde direkt under faraon.
Varje Niwt hade ett Het net (tempel) tillägnad områdets skyddsgud och ett Heqa het (nomarkens residens).
Länets skyddsgud var Wadjet och Ra och bland övriga gudar dyrkades främst Isis och Osiris.
Idag ingår området i guvernementet al-Gharbiyya.